# Laufeia scutigera
Laufeia scutigera là một loài nhện trong họ Salticidae.
Loài này thuộc chi Laufeia. Laufeia scutigera được Marek Żabka miêu tả năm 1985.